# حتی یوسف
حتی یوسف (انگلیسی: Evens Joseph؛ زادهٔ ۱۶ ژوئیهٔ ۱۹۹۹) بازیکن فوتبال اهل فرانسه است.
از باشگاه‌هایی که در آن بازی کرده‌است می‌توان به باشگاه فوتبال کان اشاره کرد.
وی همچنین در تیم‌های ملی فوتبال France national under-16 football team و زیر ۱۷ سال فرانسه بازی کرده‌است.